# HOK Čapljina
HOK Čapljina je bosanskohercegovački odbojkaški klub iz Čapljine.

## Povijest
U sezoni 2007./08. su igrali u Premijer ligi, nakon čega su ispali u niži rang natjecanja. Igrali su i u Prvoj odbojkaškoj ligi FBiH.
Svoje susrete igraju u športskoj dvorani u Čapljini koja ima kapacitet od oko 1000 mjesta.